# Værnemagt
Værnemagt er en fordanskning af tysk: Wehrmacht (1935 til 1946). Den tyske Værnemagt omfattede Heer, Kriegsmarine og Luftwaffe.
Værnemagten afløste i 1935 Reichswehr (Rigsværnet), der blev oprettet i 1921 i overensstemmelse med versaillestraktaten, der ikke tillod Værnemagten (se Tysklands oprustning i 1930'erne) og var en åbenlys provokation. Den blev ignoreret af 1. verdenskrigs sejrherrer og lagde grunden til 2. verdenskrig.
Waffen-SS (den militære del af SS under NSDAP) kæmpede i mange tilfælde under værnemagtskommando.[kilde mangler]
Den tyske hær havde under krigen 25 armeer. Den var den eneste institution, der kunne vælte nazi-regimet. Da krigslykken vendte, strammede SS disciplinen. Ca. 212.000 tyske soldater blev henrettet for disciplinærbrud.
Tidligt i 1945 stod 31 ubesejrede tyske divisioner – 10 procent af Værnemagtens styrker fanget på Kurland-halvøen i Letland Efter forsøg på at bryde ud, men alle forsøg på at nå de tyske østfront linje var umulige. Der var flere tyske soldater i Kurland end den samlede britiske hær, og halvdelen af de tyske styrker ved Vestfronten.

## Vigtige personer i Værnemagten
- Ludwig Beck – General, chef for den tyske generalstab 1933 – 1938.
- Karl Dönitz – Storadmiral, tilknyttet OKM.
- Werner Freiherr von Fritsch – Generaloberst, tilknyttet OKH.
- Heinz Guderian – Generaloberst ved pansertropperne.
- Wilhelm Keitel – Generalfeltmarskal, tilknyttet OKW.
- Albert Kesselring – Generalfeltmarskal.
- Günther von Kluge – Generalfeltmarskal.
- Erich von Manstein – Generalfeltmarskal.
- Friedrich Paulus – Generalfeltmarskal, øverstkommanderende ved slaget om Stalingrad, 1942 – 1943.
- Erwin Rommel – Generalfeltmarskal, øverstkommanderende for det tyske Afrikakorps, 1941 – 1943.
- Gerd von Rundstedt – Generalfeltmarskal.
- Claus Schenk von Stauffenberg – Oberstløjtnant.
- Erwin von Witzleben – Generalfeltmarskal.

## Waffen-SS og Værnemagten
Waffen-SS var en afdeling af SS (en paramilitær organisation i nazipartiet), blev en fjerde afdeling i Værnemagten.
Den udviklede sig fra tre regimenter til at omfatte 38 divisioner i 1945.
Selvom SS var en selvstyrende organisation og eksisterede parallelt med Værnemagten, var Waffen SS’s kampenheder under operationel kontrol af Oberkommando der Wehrmacht, OKW eller Oberkommando des Heeres, OKH.
Kompetencestridigheder hindrede fornuftig organisation i de tyske væbnede styrker, da OKW, OKH, OKL (Luftwaffe havde deres egne landtropper, inklusive kampvognsdivisioner), samt at Waffen-SS ofte opererede sideløbende uden den store samarbejdsvilje med de andre organisationer.

## Nummerplader
Nummerplader på biler fra hæren begyndte med WH, Kriegsmarinens havde WM, Luftwaffe WL og Waffen-SS brugte SS.

## Galleri
- WH begyndte nummerpladerne med på den tyske hærs biler
- Tyske soldater foretager henrettelser af sovjetiske partisaner, september 1941.
- Sovjetunionen, juni 1942
- Tilfangetagne sovjet-soldater, juni 1943.
- Slidte soldater, Frankrig, 1944
- Taktisk markering, Værnemagten.

### Fodnoter
1. ↑   Norman Davies: Europe at War, Macmillan, 2006.